# Paco Portalo
Francisco Portalo Calero (Badajoz, España, 1958), conocido públicamente por Paco Portalo, es un ingeniero electrónico extremeño coautor, junto a Paco Suárez, del programa informático La Pulga (en inglés Bugaboo), que está considerado como el primer videojuego original desarrollado en España. Fue galardonado en 2021 por el Ministerio de Cultura, con la Medalla de Oro a las Bellas Artes.
Comenzó a trabajar en simulación física con computadoras en el año 1976, bajo la tutela de D. Benito Mahedero y D. Manuel García-Barrero, en la recién creada Escuela de Ingeniería Técnica Industrial, realizando el primer trabajo con un microordenador que se hizo en la Universidad de Extremadura.
En 1983, se publica en Reino Unido Bugaboo (The Flea), gozando de  muy buena acogida entre los videojugadores y la prensa especializada. Posteriormente se distribuyó en España como La Pulga, apoyando la salida del ordenador Sinclair ZX Spectrum. La aparición de este  programa se considera el nacimiento de la industria del videojuego para ordenadores en España, ya que tras el éxito de su lanzamiento en el Reino Unido, abrió el mercado europeo al software made in Spain, marcando el inicio de la denominada  Edad de oro del software español.
En el año 2009, la Universidad de Extremadura publicó el libro “Bugaboo, un hito en la historia del Software Español”, en el que Portalo refleja los inicios de la programación de videojuegos y supuso un revulsivo para la revisión histórica de la evolución del software español desde aquellos primeros años.
Su actividad profesional  ha sido variada, aunque casi siempre centrada en el aspecto docente, impartiendo clases y escribiendo libros de contenido académico.
También ha colaborado con el equipo de investigación PSI (Percepción y Sistemas Inteligentes) de la UEX.
Durante cuatro años (1990-94), fue presidente de la Federación Extremeña de Ajedrez, aprovechando su mandato para crear las estructuras de la F.E.A., como se recoge  en la Revista de Ajedrez Extremeño.

## Distinciones honoríficas y reconocimientos
- «La Pulga: el primer gran salto del software español hacia Europa». RetroEuskal. Baracaldo (2010).
- Socio de Honor de RetroAcción. Zaragoza (2014).
- Medalla de Oro al mérito en las Bellas Artes (2021).
- «Jugando en Casa», homenaje a los pioneros de la Industria del Videojuego español (U-Tad). Madrid (2024).
- Premio homenaje FICIV Joaquín Soroya. Valencia (2024).